# 247 км (зупинний пункт)
247 км — пасажирський зупинний пункт Шевченківської дирекції Одеської залізниці на електрифікованій лінії Імені Тараса Шевченка — Чорноліська між станціями Косарі (2 км) та Фундукліївка (5 км). Розташований в селі Косарі Черкаського району Черкаської області.

## Пасажирське сполучення
На зупинному пункті 247 км зупиняються приміські поїзди до станцій , Знам'янка-Пасажирська, Імені Тараса Шевченка, Миронівка та Цвіткове.